# Anyone Can Play Guitar
"Anyone Can Play Guitar" é um single do primeiro álbum do Radiohead, Pablo Honey, lançado logo depois do álbum. É o segundo single da banda, e o primeiro a ter grande divulgação na mídia, já que o single anterior, "Creep", foi lançado com uma pequena quantidade de exemplares e não vendeu bem, e só veio a se tornar um hit ao ser relançado em 1993. "Anyone Can Play Guitar" teve relativamente pouco impacto nas paradas, chegando ao número 32 no Reino Unido e ao 97 na Austrália em 1994, mas continuou a ser uma das músicas mais tocadas pela banda durante a década de 1990.

## Gravação
Para a introdução de "Anyone Can Play Guitar", Kolderie pediu que todos no estúdio, incluindo o cozinheiro, criassem sons na guitarra. “A ideia era fazer jus ao título: qualquer um pode tocar guitarra”, disse. O guitarrista Jonny Greenwood usou um pincel para sua parte.

## Letra
Thom Yorke escreveu o verso "Deixo meu cabelo crescer, eu quero ser Jim Morrison" em resposta às pessoas no mundo da música que "acham que precisam agir como idiotas para viver de acordo com a lenda".

## Apresentações ao vivo
Em junho de 1993, o Radiohead iniciou sua primeira turnê norte-americana. Em julho, fizeram uma apresentação de "Anyone Can Play Guitar" ao vivo na MTV Beach House, na qual Yorke gritou a letra improvisada "gordo, feio, morto!", antes de se ajoelhar diante das câmeras e pular em uma piscina. Ele estava segurando um microfone e por pouco não levou um choque. Em 13 de maio de 1995, um vídeo ao vivo, Live at the Astoria, foi lançado em VHS, com apresentações de canções de Pablo Honey como "Creep", "You" e "Anyone Can Play Guitar".